# لجنة مجلس النواب المعنية بالنشاطات المعادية لأمريكا

رئيس لجنة مجلس النواب المعنية بالنشاطات المعادية لأمريكا مارتن دايز الابن يدقق رسالته المؤرخة بتاريخ 26 أكتوبر 1938م والتي يرد فيها على هجوم الرئيس الأمريكي روزفلت على اللجنة.

لجنة مجلس النواب المَعْنِيَّة بالنشاطات المُعَادِيَة لأمريكا (بالإنجليزية: House Committee on Un-American Activities)، كانت لجنة تحقيقات تابعة لمجلس النواب الأمريكي أُنْشِأت سنة 1938م للتحقيق في مَزَاعِم الخيانة والأنشطة التخريبية الموجهة ضد المواطنين العاديين، والموظفين الحكوميين، وكذلك المنظمات التي يُعْتَقَد بأن لها ارتباطات شيوعية. وتحولت إلى لجنة دائمة في 1946م، وابتداءًا من سنة 1969م أصبحت تُعْرَف باسم لجنة مجلس النواب المَعْنِيَّة بالأمن الداخلي (بالإنجليزية: House Committee on Internal Security). وعندما ألغى مجلس النواب اللجنة عام 1975م، نُقِلَت نشاطاتها لتصبح ضمن مسؤوليات اللجنة القضائية الخاصة بالمجلس.
وغالبًا ما كانت تُرْبَط التحقيقات المُعَادِية للشيوعية التي تقوم بها اللجنة بالمكارثية، ذلك بالرغم من أن جوزيف مكارثي (كعضو في مجلس الشيوخ) نفسه لم يكن له ضُلُوع مباشر في لجنة مجلس النواب. فكان مكارثي رئيس لجنة مجلس الشيوخ للأمن الداخلي والشؤون الحكومية ولجنتها الفرعية الدائمة المَعْنِيَّة بإجراء التحقيقات، مما يوضح أن عمله المباشر في سياق محاربة الشيوعية كان ضمن مجلس الشيوخ الأمريكي وليس مجلس النواب.